# سويسكوت
مجموعة سويسكوت القابضة المحدودة (بالإنجليزية: Swissquote Group Holding Ltd) هي مجموعة مصرفية سويسرية متخصصة في تقديم الخدمات المالية في مجالات التداول والحلول الاستثمارية والخدمات المصرفية. كما تقدم سويسكوت أيضًا خدمات لمديري الأصول المستقلين والمؤسسات المالية. ويقع مقرها الرئيسي في مدينة غلاند، سويسرا. وتمتلك الشركة أيضًا مكاتب في زيورخ ولندن ولوكسمبورغ ومالطا وبوخارست وقبرص ودبي وسنغافورة وهونغ كونغ وكيب تاون ويعمل بها أكثر من 1,217 موظفًا في عام 2024. وتم إدراج أسهم المجموعة في البورصة السويسرية (بالإنجليزية: SIX Swiss Exchange) تحت الرمز "SQN" منذ 29 مايو 2000. وتحمل سويسكوت بنك المحدودة (بالإنجليزية: Swissquote Bank Ltd) ترخيصًا مصرفيًا صادرًا عن هيئة الرقابة على السوق المالية السويسرية (بالإنجليزية: FINMA)، كما تحمل عضوية جمعية المصرفيين السويسريين (بالإنجليزية: SBA).

## تاريخ الشركة

### تأسيس شركة مارفل كوميونيكيشنز إس ايه (بالإنجليزية: Marvel Communication SA) (1990)
في عام 1990، أسس كل من مارك بوركي (Marc Bürki) وباولو بوزي (Paolo Buzzi) شركة "مارفل كوميونيكيشنز إس ايه" والتي تخصصت في تطوير البرمجيات وتطبيقات الويب للقطاع المالي.

### سويسكوت: المنصة المالية المجانية (1996)
أطلقت شركة ”مارفل كوميونيكيشنز إس ايه“ المنصة المالية سويسكوت، والتي أصبحت في عام 1996 أول منصة تتيح الوصول المجاني إلى جميع الأوراق المالية المتداولة في البورصة السويسرية.

### إدراج سويسكوت في البورصة (2000)
في 29 مايو 2000، طرحت سويسكوت أسهمها للاكتتاب العام حيث أدرجت 410,000 سهم مسجل بقيمة إجمالية قدرها 100 مليون فرنك سويسري في البورصة السويسرية تحت الرمز SQN. وفي العام نفسه، حصلت الشركة على ترخيصها المصرفي.

### التوسع في الأسواق الدولية (2001-2002)
في عام 2001، حصلت ”سويسكوت“ على إمكانية الوصول إلى البورصة السويسرية ( كانت في ذلك الوقت SWX وVirt-X)، وبورصات الولايات المتحدة الأمريكية: بورصة نيويورك (بالإنجليزية: NYSE) وبورصة ناسداك (بالإنجليزية: NASDAQ) وبورصة الأوراق المالية الأمريكية (بالإنجليزية: AMEX). وفي عام 2002، بعد الاستحواذ على شركة "كونسورس إيه جي" السويسرية (بالإنجليزية: Consors AG) وعملاء بنك سكانديا السويسري (بالإنجليزية: Skandia Bank Switzerland)، وسعت سويسكوت عروضها لتشمل أسواقًا ومنتجات وخدمات مالية جديدة.

### الشراكات ومراحل التطوير (2009-2016)
في عام 2009، موَّلت سويسكوت كرسيًا أكاديميًا في التمويل الكمي في المعهد الفيدرالي السويسري للتكنولوجيا في لوزان (EPFL) وقامت بإطلاق أول صناديق الشركة للاستثمار الكمي. وفي عام 2010، قامت سويسكوت بعمليتي استحواذ هامتين. ففي شهر يونيو، استحوذت الشركة على شركة تريد جيت إيه جي (بالإنجليزية: Tradejet AG)، وهي منصة معلومات ووسيط إلكتروني في زيورخ. وبعد ذلك، في شهر أكتوبر، استحوذت على شركة أدفانسيد كارانسي ماركتس إي جي (بالإنجليزية: Advanced Currency Markets AG (ACM))، موسّعة بذلك نطاق عملياتها لتشمل تداول الفوركس عبر الإنترنت. وفي مايو 2012، قامت سويسكوت بتوسيع نطاق عروضها من خلال نظام تداول المشتقات السويسرية خارج البورصة (بالإنجليزية: Swiss DOTS) بالتعاون مع جولدمان ساكس (بالإنجليزية: Goldman Sachs) ويو بي إس (بالإنجليزية: UBS). وبعد سنوات قليلة، انضم شركاء إضافيون، بما في ذلك فونتوبيل (بالإنجليزية: Vontobel)، وبنك بي إن بي باريبا (بالإنجليزية: BNP Paribas)، وسوسيتيه جنرال (بالفرنسية: Société Générale).
في فبراير 2013، أقامت سويسكوت شراكة مع بنك بيزل لاند شافت ليتشه كانتونال بنك (بالإنجليزية: Basellandschaftliche Kantonalbank) لتقديم خدمات الرهن العقاري عبر الإنترنت. وفي سبتمبر من العام نفسه، توسعت سويسكوت في السوق الدولية من خلال الاستحواذ على بنك إم آي جي (بالإنجليزية: MIG Bank)، وهو وسيط رئيسي لتداول الفوركس. وفي عام 2014، أقامت سويسكوت وبوست فاينانس شراكة استراتيجية طويلة الأجل في مجال التداول عبر الإنترنت. واعتبارًا من خريف عام 2015، عملت سويسكوت كمنصة تداول لصالح بوست فاينانس، حيث تتولى التعامل مع أوامر التداول التي يضعها عملاء بوست فاينانس في التداول الإلكتروني.
في يناير 2015، بعد قرار أصدره البنك الوطني السويسري بوقف العمل بالحد الأدنى لسعر الصرف البالغ 1.20 فرنك سويسري لليورو الواحد، قامت سويسكوت بتخصيص احتياطي قدره 25 مليون فرنك سويسري دون المساس بربحية البنك أو سلامته. وفي 9 فبراير 2015، سلمت سويسكوت للخدمات المالية ترخيص خدمات الاستثمار من الفئة 3 إلى هيئة الخدمات المالية في مالطا.
في سبتمبر 2015، أطلقت الشركة خدمة التداول المتخصص (بالإنجليزية: Themes Trading)، وهي خدمة استثمارية جديدة توفر للعملاء معلومات للاستثمار في اتجاهات محددة. وفي ذلك العام، أطلقت سويسكوت تطبيق Apple TV الذي يوفر تغطية إخبارية مالية على مدار الساعة. وبالإضافة إلى ذلك، قام مهندسو الشركة بتطوير لعبة سويسكوت جو (Swissquote GO)، وهي لعبة مالية محددة جغرافيًا في سويسرا، مستوحاة من لعبة بوكيمون جو (Pokémon GO).

### التقدم في مجال العملات الرقمية (2017)
في عام 2017، عرضت سويسكوت التداول في خمس عملات رقمية مشفرة (بيتكوين، وبيتكوين كاش، وإيثر، ولايتكوين، وريبل).

### التوسع والخدمات المصرفية الجديدة (2018-2019)
في أغسطس 2018، استحوذت سويسكوت على بنك إنترناكس (بالإنجليزية: Internaxx Bank SA) الذي يقع مقره في لوكسمبورغ ويمتلك حوالي 12,000 عميل وأصول عملاء بقيمة 2 مليار يورو، مما أتاح لها الوصول إلى السوق الأوروبية. وبعد الحصول على الموافقة التنظيمية من قبل البنك المركزي الأوروبي ولجنة مراقبة القطاع المالي (CSSF) في لوكسمبورغ، تم تغيير اسم الشركة إلى سويسكوت بنك أوروبا (بالإنجليزية: Swissquote Bank Europe SA) وأصبحت كيانًا مملوكًا بالكامل لمجموعة سويسكوت. وتزامنت عملية الاستحواذ مع التغييرات التنظيمية التي أجرتها هيئة الأوراق المالية والأسواق الأوروبية، والتي حدت من الرافعة المالية لوسطاء التجزئة وحظرت تسويق وتوزيع وبيع الخيارات الثنائية، مما أفاد نموذج أعمال سويسكوت بشكل غير مباشر.
وفي العام نفسه، أطلقت سويسكوت بطاقتها الائتمانية متعددة العملات، والتي يمكن استخدامها للدفع بـ 12 عملة مختلفة دون رسوم تحويل.
تحتفظ سويسكوت بشراكات مع مؤسسات مالية كبرى مثل بنك بيكتيه (Banque Pictet) ويو بي إس (UBS) وبلاك روك (BlackRock) وفونتوبيل (Vontobel) وإتش إس بي سي (HSBC) وبنك كانتون زيورخ (Zürcher Kantonalbank) وغيرها، مما يتيح لعملائها الاستثمار في صناديق الاستثمار.
منذ أكتوبر 2018، تتيح سويسكوت إمكانية شراء التوكنات بالفرنك السويسري عبر حسابها والاحتفاظ بها من خلال المشاركة في العروض الأولية للعملة (ICOs).
في عام 2019، توسعت الشركة في منطقة آسيا والمحيط الهادئ من خلال افتتاح سويسكوت سنغافورة بي تي إي (بالإنجليزية: Swissquote Singapore Pte).
في نوفمبر 2019، أبلغت شركة سويسكوت مكتب مكافحة غسيل الأموال عن أموال مشبوهة بقيمة 100 مليون دولار من بنك بلو أوشن (بالإنجليزية: Blue Ocean Bank) ومجموعة هيلين (بالإنجليزية: Helin Group)؛ ثم بدأت السلطات السويسرية التحقيق في الأمر، وقامت سويسكوت بحظر الأموال.

### إطلاق مشروع Yuh بالتعاون مع شركة بوست فاينانس (2021)
في 7 أبريل 2021، تأسست شركة يوه المحدودة (بالإنجليزية: Yuh Ltd.) بوصفها مشروعًا مشتركًا بين سويسكوت بنك ايه جي (بالإنجليزية: Swissquote Bank AG) وبوست فاينانس ايه جي (بالإنجليزية: PostFinance AG) في سويسرا. وتم إطلاق تطبيق Yuh لتزويد المستخدمين بأدوات تتيح لهم الدفع والادخار والاستثمار، حيث يقدم خيارات مثل الأسهم والعملات المشفرة والاستثمارات المواضيعية وصناديق المؤشرات المتداولة في البورصة، مع التركيز على تيسير الوصول إليها للمبتدئين.

### التطورات الأخيرة والشراكات الاستراتيجية (2021 - حتى الآن)
منذ 1 يناير 2022، أصبح بنك لوزيرنر كانتونالبانك (بالإنجليزية: Luzerner Kantonalbank (LUKB)) شريك التوزيع الحصري لسويسكوت للرهون العقارية.
في أكتوبر 2022، أطلقت سويسكوت بورصة العملات المشفرة SQX وحصلت على إمكانية الوصول إلى سوق دبي المالي. وفي 11-12 نوفمبر، تعرضت المنصة لهجوم هائل من الهجمات الموزعة لحجب الخدمة  DDoS وتعطلت لفترة طويلة.
منذ عام 2023، تقدم سويسكوت الدعم لمشروع سانتي سولير (بالفرنسية: Santé Solaire) الجنوب أفريقي في إطار التزامها بمشاريع التنمية المستدامة.
في مارس 2023، طرحت سويسكوت ”محفظة الاستثمار المؤثر“ في إطار عروضها في مجال التداول المخصص. وتُمكِّن هذه المحفظة العملاء من الاستثمار في أسهم عالية الجودة مع توجيه 50% من الأرباح إلى مشروعات واقعية، مثل مبادرة سولافريكا (Solafrica) لتزويد مركز للرعاية الصحية في بوركينا فاسو بالطاقة الشمسية.
في مايو 2023، أقامت سويسكوت شراكة مع شركة الاستثمار ستابليتون (بالإنجليزية: Stableton) ومؤشرات مورنينج ستار (بالإنجليزية: Morningstar Indexes) لإطلاق شهادة مُدارة بفعالية (AMC) تستهدف المستثمرين الأفراد السويسريين. وتتيح شهادة AMC الاستثمار في 20 شركة مختارة من شركات اليونيكورن التي حددتها شركة مورنينج ستار. وفي وقت لاحق من ذلك العام، طرحت سويسكوت حلًا جديدًا للاستثمار والادخار لإدارة الأصول.
في نوفمبر 2023، طرحت سويسكوت الشهادة العقارية السويسرية التي تديرها شركة فينستوي (بالإنجليزية: Finstoy)، وهي شركة متخصصة في إدارة الثروات مقرها لوزان وتتمتع بخبرة تزيد عن عقد من الزمان. وتتيح هذه الشهادة للمستثمرين الوصول إلى سوق العقارات السويسرية من خلال الاستثمار في محفظة من الصناديق العقارية التي تمتلك عقارات في سويسرا بشكل حصري.
وفي أكتوبر 2024، طرحت سويسكوت تداول الأسهم الجزئية للمستثمرين الأفراد ووسعت نطاق تعاونها مع شركة خدمات الأوراق المالية التابعة لبنك بي إن بي باريبا (بالإنجليزية: BNP Paribas).

## العمليات
تقدم سويسكوت مجموعة من الخدمات المالية، بما في ذلك التداول في الأوراق المالية، والفوركس وعقود الفروقات، والعملات الرقمية، وتلبية احتياجات المستثمرين الأفراد والمؤسسات والعملاء من الشركات. تقدم الشركة أيضًا حلولًا متنوعة للاستثمار والادخار بالإضافة إلى الخدمات المصرفية مثل بطاقات الخصم متعددة العملات والرهون العقارية.
تمتلك مجموعة سويسكوت عشرة كيانات مرخصة في ولايات قضائية مختلفة. وتشمل الكيانات الرئيسية سويسكوت بنك المحدودة في سويسرا، وسويسكوت الشرق الأوسط وأفريقيا المحدودة في دبي، وسويسكوت بنك أوروبا المحدودة في لوكسمبورغ، وسويسكوت كابيتال ماركتس المحدودة في قبرص. وتمتد عملياتها الإضافية إلى مواقع أخرى في المملكة المتحدة ومالطا وسنغافورة وهونغ كونغ ورومانيا وجنوب أفريقيا.
اعتبارًا من 31 ديسمبر 2024، أدارت سويسكوت أكثر من 76 مليار فرنك سويسري من أصول العملاء عبر أكثر من 650,000 حساب خاص ومؤسسي. وبلغ الدخل التشغيلي للشركة 664.3 مليون فرنك سويسري وهو ما يمثل زيادة بنسبة 25.1% مقارنة بالفترة السابقة. كما ارتفع الربح التشغيلي بنسبة 35.3% سنويًا ليبلغ 345.6 مليون فرنك سويسري، بينما بلغ صافي الربح مستوى قياسيًا قدره 294.2 مليون فرنك سويسري. ومن الجدير بالذكر أن صافي الدخل من الأصول المشفرة ارتفع بنسبة 353.2% ليصل إلى 85.5 مليون فرنك سويسري، وهو ما يمثل حوالي 13% من إجمالي الدخل التشغيلي لشركة سويسكوت خلال هذه الفترة.

## المنتجات
تقدم سويسكوت منتجات وخدمات مالية للأفراد والشركات والمؤسسات المالية.

### العملاء من الأفراد
تقدم سويسكوت مجموعة من الخدمات للأفراد، بما في ذلك التداول، مع إمكانية الوصول إلى الأسهم وصناديق المؤشرات المتداولة والسندات والخيارات والعقود الآجلة والمنتجات المهيكلة، وميزات حصرية مثل التداول السويسري DOTS والتداول المخصص.
- توفر خدمات العملات المشفرة الخاصة بها التداول والحفظ وحلول المحافظ الاستثمارية وتخزين الأصول الرقمية.[61]
- تداول الفوركس والعقود مقابل الفروقات مدعوم من خلال منصة CFXD الخاصة بشركة سويسكوت ومنصة ميتاتريدر 4 و5، حيث تتميز بخاصية أوتوتشارتيست (Autochartist) لإشارات التداول.[62]
- تتضمن الخيارات المصرفية وخيارات الادخار ميزة "إنفيست إيزي"[63] (بالإنجليزية: Invest Easy) لإدارة المحافظ وميزة "ثري ايه إيزي" (بالإنجليزية: 3a Easy)[64] لمدخرات التقاعد، والحسابات الجارية، وبطاقات الخصم، والرهون العقارية بالشراكة مع لوزيرنير كانتونال بنك (بالإنجليزية: Luzerner Kantonalbank).[65][66]
- تطبيق Yuh، الذي تم تطويره مع شركة بوست فاينانس، يوفر أدوات للمدفوعات والمدخرات والاستثمارات.

### العملاء من المؤسسات
تقدم سويسكوت مجموعة من الخدمات للشركات والمؤسسات المالية.
- تشتمل عروضها في مجال التداول والوساطة المالية على الوساطة متعددة الأصول، والحفظ العالمي، والمنتجات المهيكلة، وقروض لومبارد، وإقراض الأوراق المالية، وإدارة الودائع.
- وفر خدمات تداول العملات الأجنبية والخزينة خدمات تداول العملات الأجنبية الفورية والمقايضات والعقود الآجلة والتداول بالرافعة المالية والمعادن الثمينة والاستثمارات الائتمانية.[67]
- تشتمل خدمات الأصول الرقمية التي تقدمها سويسكوت على تداول العملات الرقمية، وخدمات الحفظ، والتخزين، والإقراض، وتشغيل بورصة العملات الرقمية SQX المملوكة لها.[61][68]
- تقدم الشركة أيضًا حلولًا تكنولوجية، مثل أماكن تداول الفوركس وواجهات برمجة التطبيقات لتحقيق التكامل السلس مع منصات التداول.[69]

## الرعاية التجارية
في الفترة من يناير 2015 إلى مايو 2021، كانت سويسكوت الشريك الرسمي لنادي مانشستر يونايتد. وهدفت هذه الشراكة العالمية إلى جعل خدمات المجموعة المصرفية في متناول جمهور أوسع، حيث إن النادي لديه أكثر من 650 مليون مشجع في جميع أنحاء العالم.
بحلول عام 2020 أصبحت الشركة الراعي الرسمي لنادي هوكي الجليد السويسري "جي إس إتش سي" (Genève-Servette HC (GSHC)). وفي عام 2021، أصبحت الشركة الراعي الرسمي لنادي "زيوريخ آيس سكيت ليونز" (ZSC Lions).
منذ عام 2021، أصبحت سويسكوت شريكًا للدوري الأوروبي لكرة القدم ودوري المؤتمرات الأوروبي لكرة القدم.
في ديسمبر 2024، أُعلِنَت سويسكوت -إلى جانب مشروعها المشترك Yuh- شريكًا رسميًا لبطولة كأس الأمم الأوروبية للسيدات 2025، المقرر إقامتها في سويسرا.